# Шон Гогі
Шон Гогі (ірл. Seán Ó hEochaidh; нар. 8 листопада 1961) — ірландський політик, член партії Фіанна Файл, депутат Дойл Ерен з 2016 року.

## Біографія
Гогі походить із родини з політичними традиціями, посаду прем'єр-міністра Ірландії займали його дід Шон Лемасс і батько Чарльз Гогі. Освіту в областях економіки і політології отримав в Трініті Коледжі Дубліна. Потім вступив в партію Фіанна Файл. У 1985–2003 роках – міський радник Дубліна, в 1989–1990 роках – мер міста.
У 1987 і 1989 роках безуспішно балотувався до Палати представників Ірландії. У ті ж роки він двічі обирався до складу Шенад Ерен Адміністративної групою. Він був вперше обраний в нижню палату парламенту Ірландії в 1992 році, також успішно балотувався на виборах 1997, 2002 і 2007 років.
У 2006–2011 роках обіймав нижчу офіційну посаду державного міністра у Департаменті освіти і науки, зокрема, займався питаннями навчання протягом усього життя і шкільного транспорту. У 2011 році Хогі не був переобраний депутатом. 2014 року повернувся в міську раду Дубліна. У 2016 і 2020 роках знову був обраний в Дойл Ерен.
4 лютого 2021 року взяв шефство над Вітольдом Ашурком, білоруським політичним в'язнем. 30 червня 2021 року взяв шефство над Денисом Івашиним, журналістом «Новага Часу», редактором білоруської служби «ІнформНапалм» та політичним в'язнем.